# Avaze gonjeshk-ha
Avaze gonjeshk-ha (bra: A Canção dos Pardais; prt: O Canto dos Pardais Noghra) é um filme de drama iraniano de 2008 dirigido por Majid Majidi. 
Com o título traduzido para The Song of Sparrows, foi selecionado como representante da Irã à edição do Oscar 2009, organizada pela Academia de Artes e Ciências Cinematográficas.

## Elenco
- Reza Naji

## Prêmios e indicações
Festival de Berlim
- Ganhou
  - Urso de Prata de melhor ator (Reza Naji)[4]